# 紀元前490年
紀元前490年（きげんぜんよんひゃくきゅうじゅうねん）は、ローマ暦の年である。
当時は、「コルヌトゥスとラルキウスが共和政ローマ執政官に就任した年」として知られていた（もしくは、それほど使われてはいないが、ローマ建国紀元264年）。紀年法として西暦（キリスト紀元）がヨーロッパで広く普及した中世時代初期以降、この年は紀元前490年と表記されるのが一般的となった。

## 他の紀年法
- 干支 : 辛亥
- 日本
  - 皇紀171年
  - 懿徳天皇21年
- 中国
  - 周 - 敬王30年
  - 魯 - 哀公5年
  - 斉 - 景公58年
  - 晋 - 定公22年
  - 秦 - 悼公元年
  - 楚 - 昭王26年
  - 宋 - 景公27年
  - 衛 - 出公3年
  - 陳 - 湣公12年
  - 蔡 - 成侯元年
  - 曹 - 伯陽12年
  - 鄭 - 声公11年
  - 燕 - 孝公3年
  - 呉 - 夫差6年
- 朝鮮
  - 檀紀1844年
- ベトナム :
- 仏滅紀元 : 55年
- ユダヤ暦 : 3271年 - 3272年

## できごと

### ギリシア
- アッティカ半島東部のマラトンで、マラトンの戦いが起こった。

### 中国
- 晋軍が柏人を包囲し、荀寅（中行文子）と士吉射（范昭子）は斉に逃れた。
- 晋の趙鞅が衛を攻撃した。
- 斉の景公が死去すると、萊に幽閉されていた公子嘉・公子駒・公子黔が衛に亡命し、公子鉏・公子陽生が魯に亡命した。
- 鄭の駟秦が殺害された。

## 死去
- 景公 - 斉の君主。